# Louis Charles Delescluze
Louis Charles Delescluze (Dreux, 2 ottobre 1809 – Parigi, 25 maggio 1871) è stato un politico, avvocato e giornalista francese.Repubblicano democratico, fu un membro dell'Assemblea nazionale e poi un elemento di spicco della Comune di Parigi.

## Biografia
Studiò diritto a Parigi e s'impiegò in uno studio legale. Repubblicano democratico, partecipò e rimase ferito nelle manifestazioni rivoluzionarie del luglio 1830 che rovesciarono Carlo X. Nel 1836 dovette rifugiarsi in Belgio per sfuggire all'arresto spiccato nei suoi confronti per complotto rivoluzionario.
Poté rientrare in Francia nel 1840 e si stabilì a Valenciennes, dove fu redattore del giornale L'Impartial du Nord la cui linea politica democratica gli procurò dal regime di Luigi Filippo un mese di prigione e 2.000 franchi di multa.
Nel febbraio 1848 fu lui a proclamare la Repubblica a Valenciennes, e dal governo provvisorio fu nominato commissario del dipartimento del Nord. Si presentò in aprile alle elezioni dell'Assemblea costituente, ma non fu eletto. Stabilitosi a Parigi, lanciò il giornale La Révolution démocratique et sociale e costituì l'associazione Solidarité républicaine, che raggruppava repubblicani e socialisti come Ledru-Rollin e Mathieu de la Drôme.
Il 22 marzo 1849 fu rinviato a giudizio per i suoi articoli nei quali denunciava il generale Cavaignac quale responsabile dei massacri degli operai parigini nel giugno 1848, e fu condannato a un anno di carcere e a 3.000 franchi di multa. Il successivo 10 aprile fu ancora processato e condannato ad altri tre anni di carcere e a 11.000 franchi di multa, ma egli era già fuggito in Inghilterra. Rientrato clandestinamente a Parigi nel 1853, fu arrestato e condannato a quattro anni di carcere e a dieci di deportazione, che scontò parzialmente nella Cayenne.
Amnistiato il 16 agosto 1859, tornò a Parigi e fondò il giornale repubblicano radicale Le Réveil, ciò che valse, già dal primo numero apparso il 2 luglio 1868, una condanna a 15 giorni di carcere e 3.000 franchi di ammenda. Seguirono nuove condanne e sospensioni delle pubblicazioni, fino alla fuga in Belgio nell'agosto del 1870. Delescluze tornò in Francia alla proclamazione della Repubblica, in settembre, e rilanciò il suo giornale.
Eletto il 5 novembre 1870 sindaco del XIX arrondissement di Parigi, si dimise il 6 gennaio 1871 invocando la lotta armata contro il Governo di difesa nazionale. Il giornale fu sospeso. L'8 febbraio Delescluze fu eletto all'Assemblea nazionale e vi chiese la messa in stato di accusa dei membri del governo, responsabili della resa alla Germania.
Sostenitore della Comune, si dimise da deputato quando fu eletto il 26 marzo al Consiglio della Comune. Membro della Commissione esecutiva, della Commissione esteri e poi della Commissione militare, il 9 maggio fu membro del Comitato di Salute pubblica.
All'entrata dei versagliesi a Parigi, il 24 maggio chiamò all'estrema resistenza quartiere per quartiere. Quando comprese che tutto era perduto, scrisse alla sorella di non volere «servire da vittima o di giocattolo alla reazione vittoriosa» e il 25 maggio si fece uccidere salendo volontariamente allo scoperto sulla barricata dello Château-d'Eau.
È sepolto nel cimitero di Père-Lachaise.

## Scritti
- Journal d'un transporté, Paris, A. Le Chevalier, 1869